# Tuberías en serie

## Definición
Un sistema de tuberías en serie está formado por un conjunto de tuberías conectadas una a continuación de otra, y que conducen el mismo caudal. Las tuberías pueden o no tener diferente sección transversal.
Para un sistema general de n tuberías en serie, se verifica que:
- El caudal es el mismo en todas las tuberías (ecuación de continuidad)

{\displaystyle Q_{i}=Q_{1}=Q_{2}=Q_{3}=Q_{\ldots }=Q_{n}\quad i=1,2,3,\ldots ,n}
- La pérdida de carga total en todo el sistema es igual a la suma de las pérdidas de carga en cada una de las tuberías:

{\displaystyle \Delta h_{T}=\sum _{i=1}^{n}\Delta h_{i}=\sum _{i=1}^{n}(h_{fi}+h_{m_{i}})\quad i=1,2,3,\ldots ,n}
Donde  {\displaystyle h_{f_{i}}}  y  {\displaystyle h_{m_{i}}}  son las pérdidas primarias y secundarias en cada una de las tuberías del sistema.
- Se entiende por pérdida de carga primaria, a la energía necesaria que se debe aplicar al fluido circulante en la tubería para vencer la fricción de las paredes internas de la misma. La pérdida de carga es directamente proporcional al caudal que circula por la tubería e inversamente proporcional al diámetro de la tubería.

- Se entiende por perdida de carga secundaria (perdida de carga local), a la energía necesaria que se debe aplicar al fluido circulante en el accesorio para vencer la fricción de las paredes internas del mismo y que interrumpe la continuidad de la tubería. Los accesorios pueden ser cuplas, niples, codos, llaves o válvulas, "T", ampliaciones (gradual o brusca), reducciones (gradual o brusca), uniones, etc.  Debido al valor de esta magnitud, se recomienda que esta perdida sea considerada en el cálculo de la pérdida de carga de la tubería.

## Ejemplo
Sistema de 3 tuberías en serie entre A y B

Sistema de 3 tuberías en serie entre A y B

## Cálculo y resolución
Para resolver estos sistemas, se debe tener en cuenta estas dos situaciones:
- Considerando las pérdidas de carga locales en accesorios (los cálculos son muy engorrosos).
- NO considerando estas perdidas (se asume que estas corresponden a cierto porcentaje de la longitud de la tubería, de esta manera la longitud de la tubería es neta y mayor a la longitud real de la tubería. Las pérdidas de cargas locales son reemplazadas por sus respectivas longitudes equivalentes.)

En cualesquiera de los casos, se hace amplio uso del Teorema de Oros
La resolución de sistemas de tuberías en serie, emplea fórmulas empíricas tales como: Darcy-Weisbach, Manning, Hazen-Williams, Kutter y otras.